# San Ildefonso (Södra Ilocos)
San Ildefonso (Bayan ng San Ildefonso) är en kommun i Filippinerna. Kommunen ligger på ön Luzon, och tillhör provinsen Södra Ilocos. Folkmängden uppgår till 5 584 invånare.
San Ildefonso är indelat i 15 barangayer.